# Menno Coehoorn van Scheltinga (1701-1777)
Menno Coehoorn van Scheltinga (Heerenveen, 30 mei 1701  - aldaar, 28 april 1777) was een Nederlands bestuurder.

## Biografie
Van Scheltinga was een zoon van Martinus van Scheltinga (1666-1742), grietman van Schoterland, en Amalia van Coehoorn (1683-1708), dochter van Menno van Coehoorn. Hij werd op 5 juni 1701 gedoopt in Heerenveen. Menno is een telg van de familie Van Scheltinga. 
Menno werd grietman van Schoterland doordat zijn vader afstand deed van dit ambt. Gedurende zijn grietmanschap werd Heerenveen de hoofdplaats van de grietenij Schoterland. Later werd hij meesterknaap van het jachtgerecht. Verder was hij gedeputeerde en actief als gecommitteerde van de Admiraliteit van Friesland en Amsterdam.
In 1752 gaf Van Scheltinga opdracht voor de bouw van de Skoattertsjerke. Hierbij werd een gevelsteen boven de ingang geplaatst met het wapen van Van Scheltinga en zijn vrouw. Ook bevindt zich in de kerk een herenbank met deze wapens.

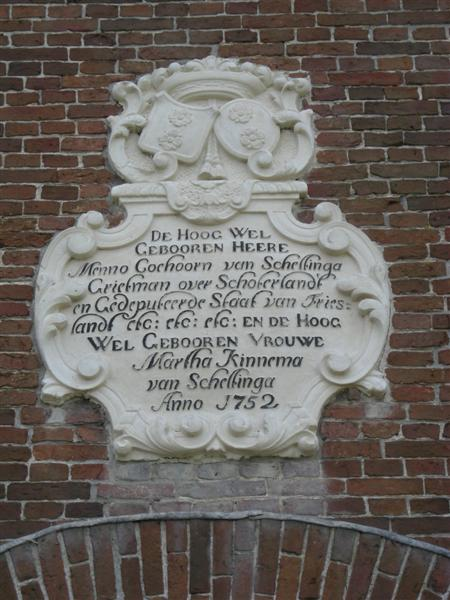
Gevelsteen met de wapens van Van Scheltinga en zijn vrouw boven de ingang van de Skoattertsjerke.
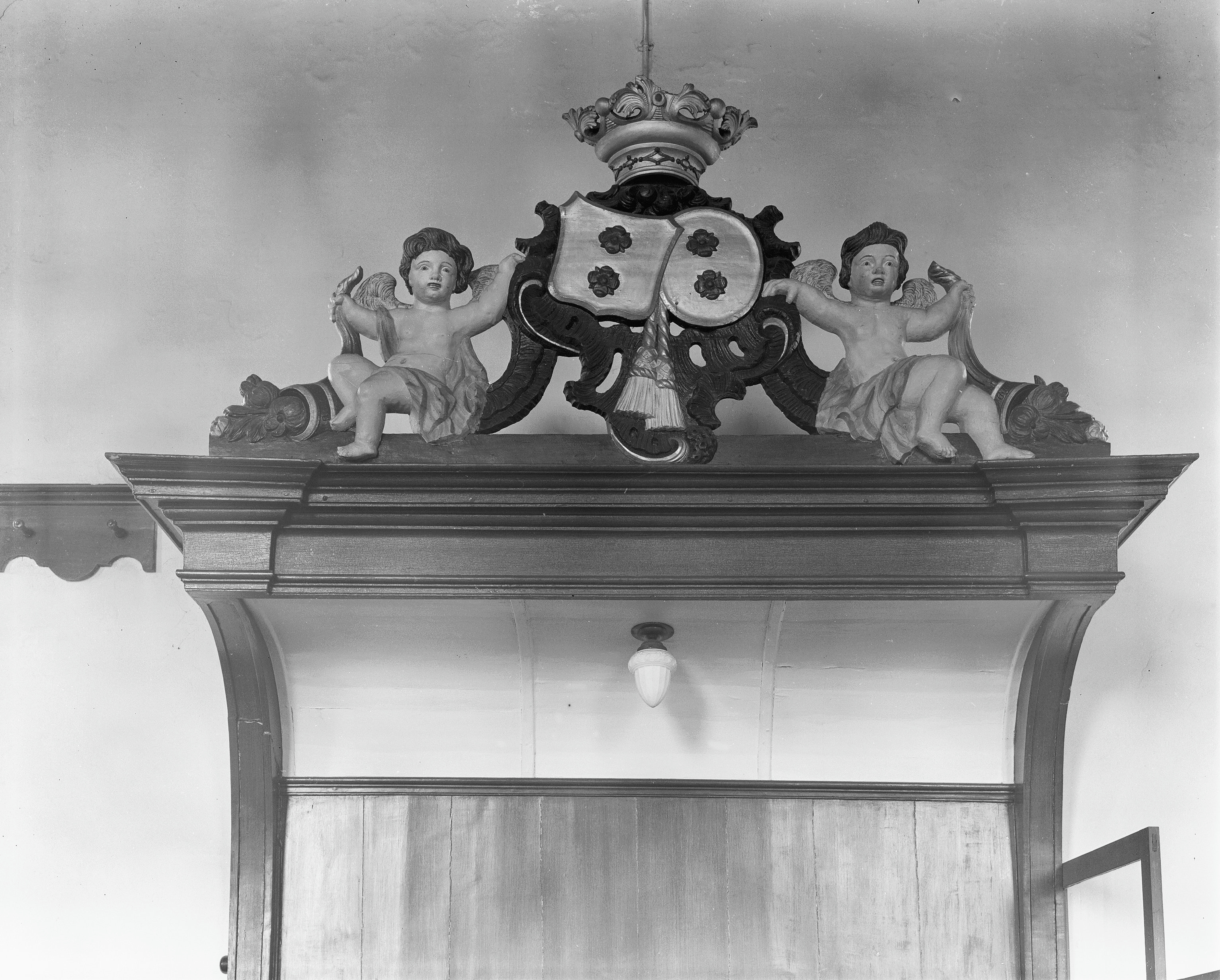
Herenbank in de kerk met de wapens van Van Scheltinga en zijn vrouw.

## Huwelijk
Van Scheltinga trouwde op 13 mei 1777 te Heerenveen met zijn nicht Martha Kinnema van Scheltinga. Martha was een dochter van Cornelis van Scheltinga (1655-1732) en Houkje van Haersma (1676-1728). Het huwelijk bleef kinderloos.